# Sancti-Spíritus (Salamanca)
Sancti-Spíritus es un municipio y localidad española de la provincia de Salamanca, en la comunidad autónoma de Castilla y León. Se integra dentro de la comarca de Ciudad Rodrigo y la subcomarca del Campo de Yeltes, que forma parte de la inmensa llanura del Campo Charro. Pertenece al partido judicial de Ciudad Rodrigo y a la mancomunidad Riberas del Águeda, Yeltes y Agadón.
Su término municipal ocupa una superficie total de 141,90 km² —el tercero mayor de la provincia— y según el padrón municipal elaborado por el INE en el año 2024, cuenta con una población de 731 habitantes.

## Geografía

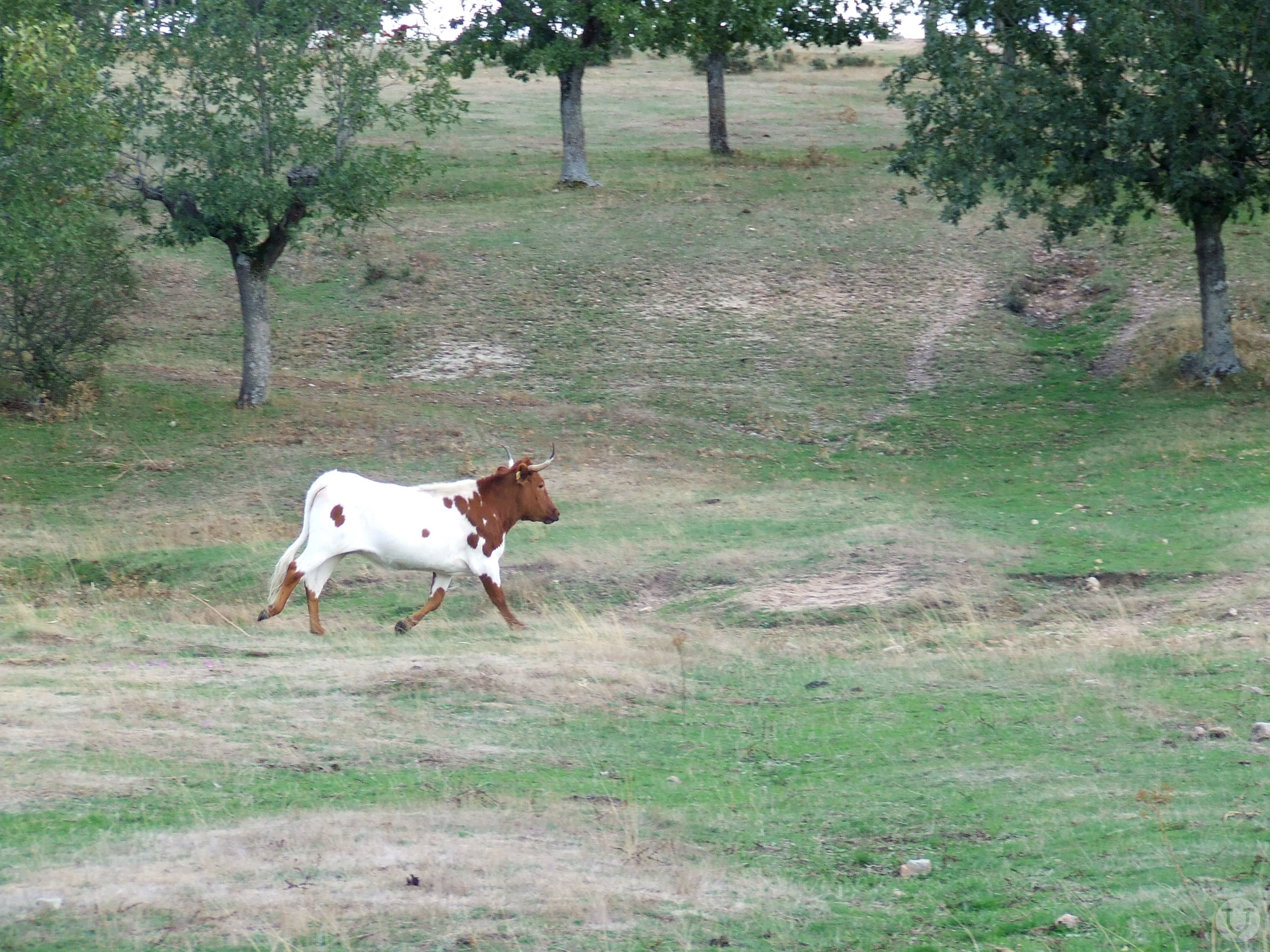
Una dehesa del municipio

Integrado en la comarca de Ciudad Rodrigo, subcomarca de Campo de Yeltes, se sitúa a 72 kilómetros de la capital provincial. El término municipal está atravesado por la autovía de Castilla (A-62) entre los kilómetros 305 y 313, además de por la carretera de Burgos a Portugal por Salamanca (N-620), alternativa convencional a la anterior, y por carreteras locales que conectan con Alba de Yeltes (DSA-341) y Paradinas de Abajo (DSA-463).
La zona tiene una fuerte individualización desde el punto de vista edáfico si la comparamos con el resto de la provincia, predominando los suelos pedregosos con drenaje externo muy deficiente e interno deficiente, lo que limita el cultivo. Los ríos que bañan el municipio son el río Gavilanes y el río Yeltes, que hace de límite con Martín de Yeltes y Retortillo. El relieve es predominantemente llano, con elevaciones aisladas como Fuenterroble (752 metros) o Casa Blanca (827 metros) y numerosos arroyos tributarios del río Yeltes.
La altitud oscila entre los 841 metros al sur y los 710 metros a orillas del río Yeltes. El pueblo se alza a 756 metros sobre el nivel del mar. 
| Noroeste: Bañobárez, Fuenteliante, Retortillo (exclave) y Olmedo de Camaces (exclave) | Norte: Retortillo   | Nordeste: Martín de Yeltes |
| Oeste: Castillejo de Martín Viejo                                                     |                     | Este: Castraz              |
| Suroeste: Ciudad Rodrigo                                                              | Sur: Ciudad Rodrigo | Sureste: Alba de Yeltes    |

Un exclave situado al sur limita con Ciudad Rodrigo y Tenebrón.

### Espacios naturales
Un 5 % del municipio se encuentra protegido por el lugar de importancia comunitaria «Riberas de los ríos Huebra, Yeltes, Uces y afluentes» (ES4150064) y 37,76 hectáreas, por la zona de especial protección para las aves «Riberas de los ríos Huebra y Yeltes» (ES0000247).

## Historia

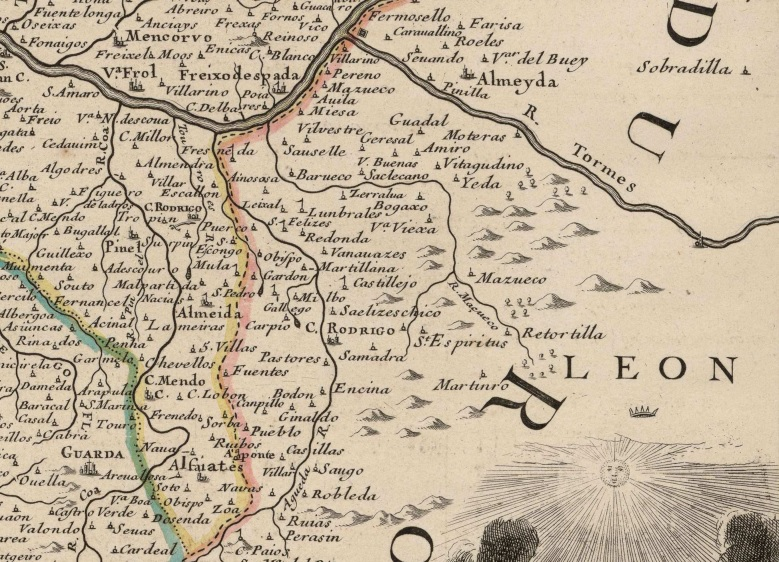
Detalle del oeste salmantino en un mapa del, en el que se puede observar Sancti-Spíritus (escrito como St. Espíritus)

Los primeros rastros de presencia humana en el entorno de Sancti-Spíritus datan de la prehistoria, destacando el Abrigo de Camaces, asentamiento neolítico declarado Bien de Interés Cultural en 1983. En el entorno del río Yeltes varios yacimientos también delatan la presencia humana, como los de El Lombo, Mesa Grande o El Basalito —todos en Castraz—, donde se han encontrado restos de industria achelense, mientras que en la ribera del Gavilanes se situaban los poblados tardorromanos o visigodos de Las Lastras y Fuenterroble, siendo el de Las Lastras de origen minero.
La fundación del actual Sancti-Spíritus, no obstante, se remonta a la repoblación efectuada por los reyes de León en la Edad Media, quedando encuadrado en la diócesis de Ciudad Rodrigo tras la creación de la misma por parte del rey Fernando II de León en el siglo xii, tomando desde la Edad Media el actual nombre propio del latín. En un diccionario toponómico de 1789 aparece como lugar realengo llamado Sanctispiritus o Santispiritus. A principios del siglo xix, durante la Guerra de la Independencia, las tropas napoleónicas incendiaron en su retirada Sancti-Spíritus, quemando totalmente la iglesia y el ayuntamiento con sus correspondientes archivos, hecho que motivó que sus habitantes huyesen a refugiarse a localidades vecinas. Con la creación de las actuales provincias en 1833, Sancti-Spíritus quedó encuadrado en la provincia de Salamanca, dentro del reino de León.

## Demografía
Sancti-Spíritus cuenta con una población de 731 habitantes (INE 2024).
| Gráfica de evolución demográfica de Sancti-Spíritus entre 1586 y 2021 |
| |
| Población según el censo de las Provincias y Partidos de la Corona de Castilla en el siglo XVI Población de derecho según los censos de población del INE Población de hecho según los censos de población del INEEn este censo se denominaba Sanctispiritus: 1842 Entre el censo de 1857 y el anterior, crece el término del municipio porque incorpora a 375019 (Fuenteroble de Abajo) |

### Transporte

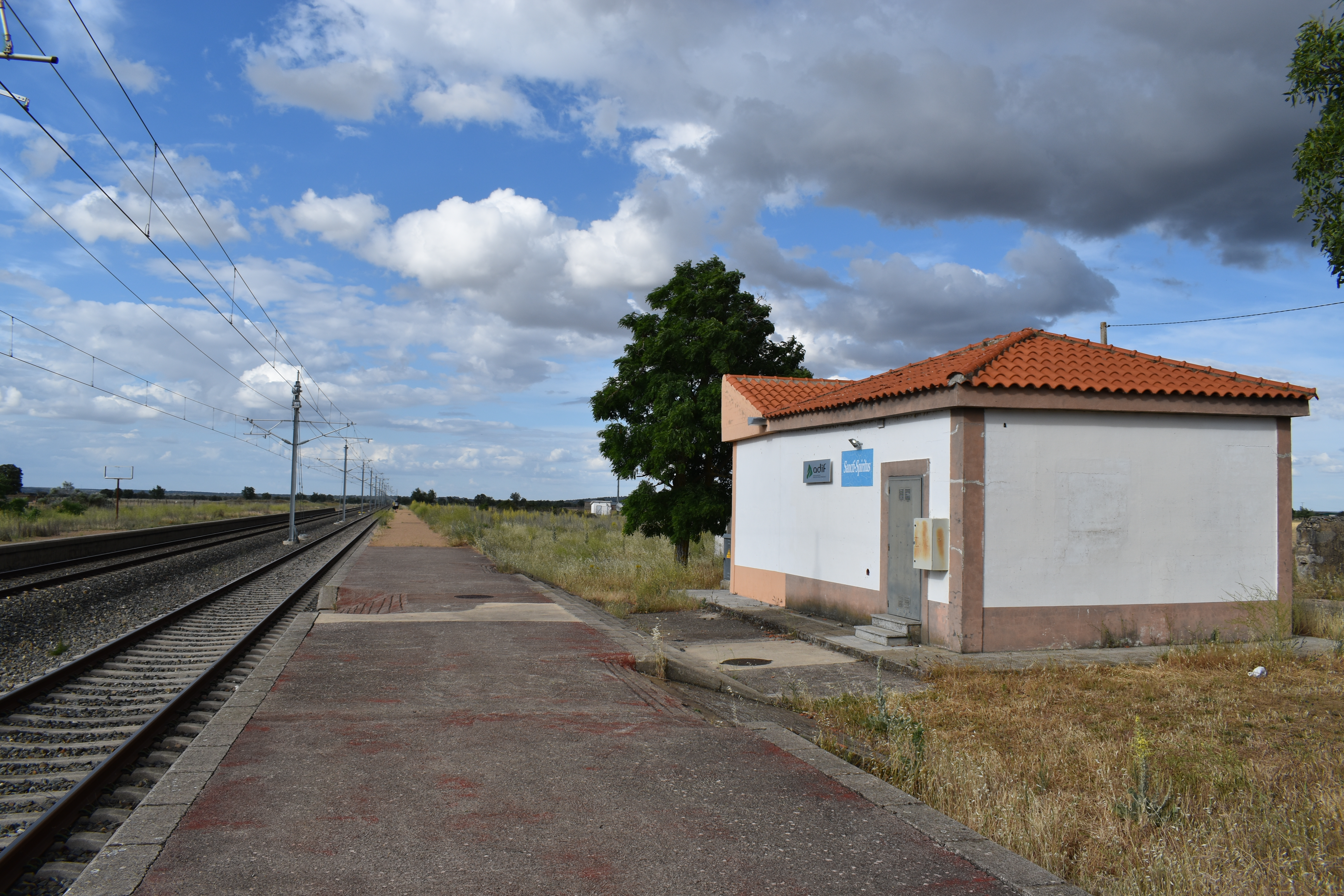
Estación de Sancti-Spíritus

#### Carreteras
Atraviesan el término municipal: la autovía de Castilla (A-62, E-80) y la carretera de Burgos a Portugal por Salamanca (N-620), de la Red de Carreteras del Estado; la carretera de DSA-340 a N-620 en Sancti-Spíritus (DSA-341), de la red provincial primaria, y la carretera de N-620 a Paradinas de Abajo (DSA-463), de la red municipal de interés provincial.

#### Ferrocarril
Sancti-Spíritus cuenta con una estación ferroviaria en el punto kilométrico 74,1 de la línea Medina del Campo-Vilar Formoso, que no cuenta con servicio de viajeros y se emplea como apartadero.

#### Autobús
En el municipio hace parada la línea de autobuses Salamanca-Ciudad Rodrigo, explotada por la empresa El Pilar.

## Heráldica

Escudo heráldico

El actual escudo municipal es el propuesto por Dalmiro de la Válgoma, miembro de la Real Academia de la Historia, aprobado en junta de 21 de octubre de 1977:

Para el Ayuntamiento de Sancti Spiritus, de la provincia de Salamanca, que carece de antecedentes heráldicos, según asevera quien orienta las actuales diligencias municipales, se organiza el pretendido blasón trayendo a él, de azur, una paloma de plata, puesta en jefe y en actitud de vuelo. Arbitrio fácil, aunque admisible y corriente, el de estas representaciones heráldicas ligadas al topónimo, y que en el presente caso se robustece el sencillo aunque egregio simbolismo con el patronato espiritual ejercido en esas áreas por el propio Espíritu Santo. De consiguiente, esta Corporación entendemos que debe aceptarse la heráldica propuesta, obvio es añadir que, como siempre, timbrada de corona real cerrada.

Dicha Academia describió el escudo heráldico en 1980 como sigue:

De azur, una paloma de plata, puesta en jefe y en actitud de vuelo. Timbrado de Corona Real, cerrada.

## Administración y política
| Periodo   | Nombre                       | Partido | Partido                                  |
| --------- | ---------------------------- | ------- | ---------------------------------------- |
| 1979-2003 | Agapito Fernández García     |         | Partido Socialista Obrero Español (PSOE) |
| 2003-2007 | María Consuelo Matías Martín |         | Partido Socialista Obrero Español (PSOE) |
| 2007-act. | Bienvenido Garduño Sánchez   |         | Partido Popular (PP)                     |

| Partido político                         | 2023  | 2023  | 2023       | 2019  | 2019  | 2019       | 2015  | 2015  | 2015       | 2011  | 2011  | 2011       | 2007  | 2007  | 2007       | 2003  | 2003  | 2003       |
| Partido político                         | %     | Votos | Concejales | %     | Votos | Concejales | %     | Votos | Concejales | %     | Votos | Concejales | %     | Votos | Concejales | %     | Votos | Concejales |
| Partido Popular (PP)                     | 55,19 | 303   | 4          | 58,00 | 337   | 4          | 59,90 | 357   | 4          | 56,90 | 363   | 4          | 40,68 | 277   | 3          | 44,97 | 326   | 4          |
| Partido Socialista Obrero Español (PSOE) | 44,44 | 244   | 3          | 40,79 | 237   | 3          | 37,92 | 226   | 3          | 22,88 | 146   | 2          | 38,47 | 262   | 3          | 53,66 | 389   | 5          |
| Coalición SI por Salamanca (SI)          | —     | —     | —          | —     | —     | —          | —     | —     | —          | 19,44 | 124   | 1          | —     | —     | —          | —     | —     | —          |
| Unión del Pueblo Salmantino (UPSa)       | —     | —     | —          | —     | —     | —          | —     | —     | —          | —     | —     | —          | 19,24 | 131   | 1          | —     | —     | —          |

## Educación
El municipio cuenta con un colegio de educación infantil y primaria, el CEIP Sancti-Spíritus, antes llamado «Salas Pombo».

## Patrimonio

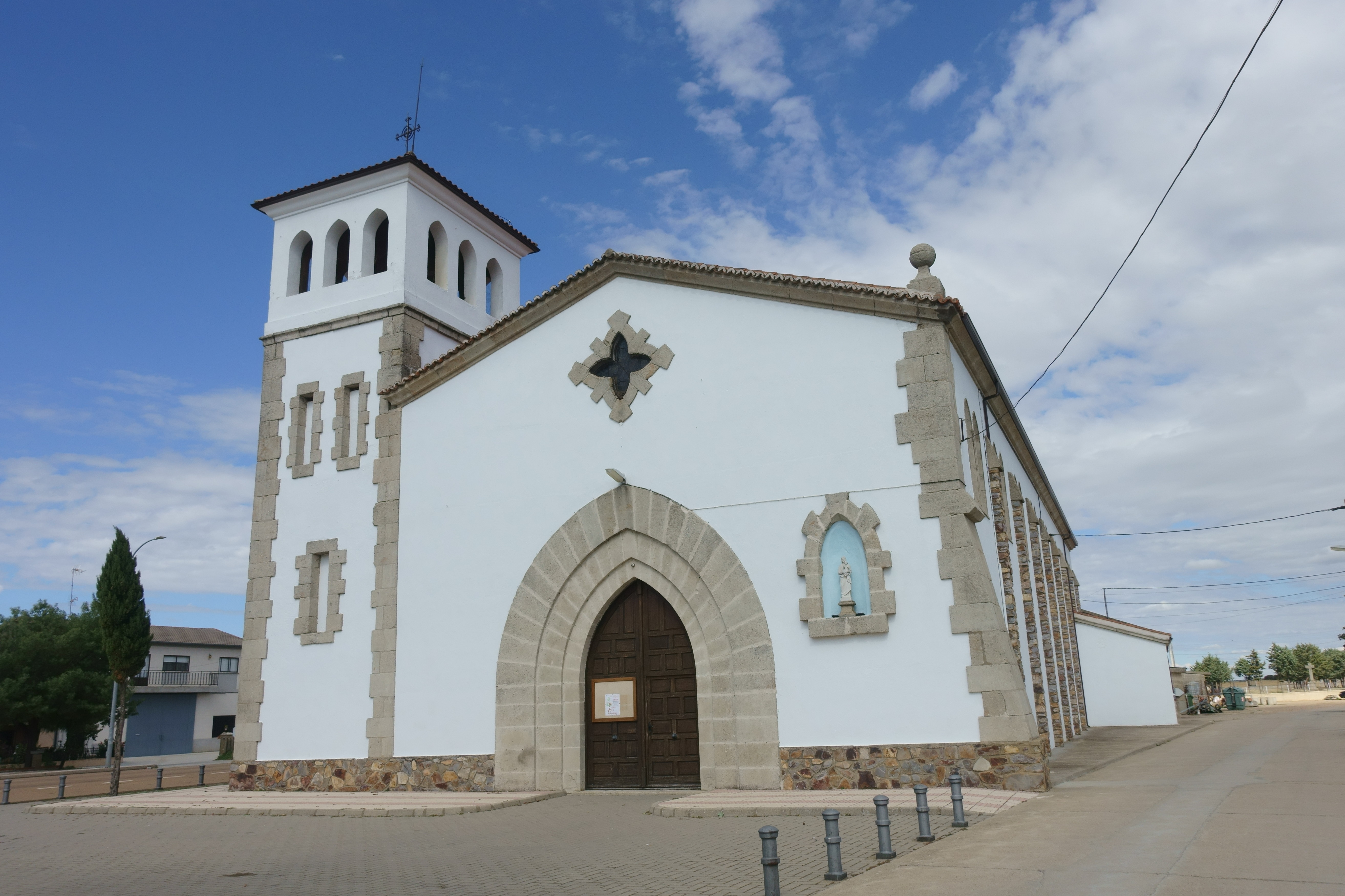
Iglesia del Espíritu Santo o Nueva

### Iglesia Vieja
Fue construida en el último cuarto del siglo xv, alrededor del año 1475. Propiedad del Ayuntamiento, tiene planta de salón y está formada por dos cuerpos rectangulares yuxtapuestos. Durante una restauración en los años 2000, se descubrió un arco de herradura.